# Hannes Ringlstetter

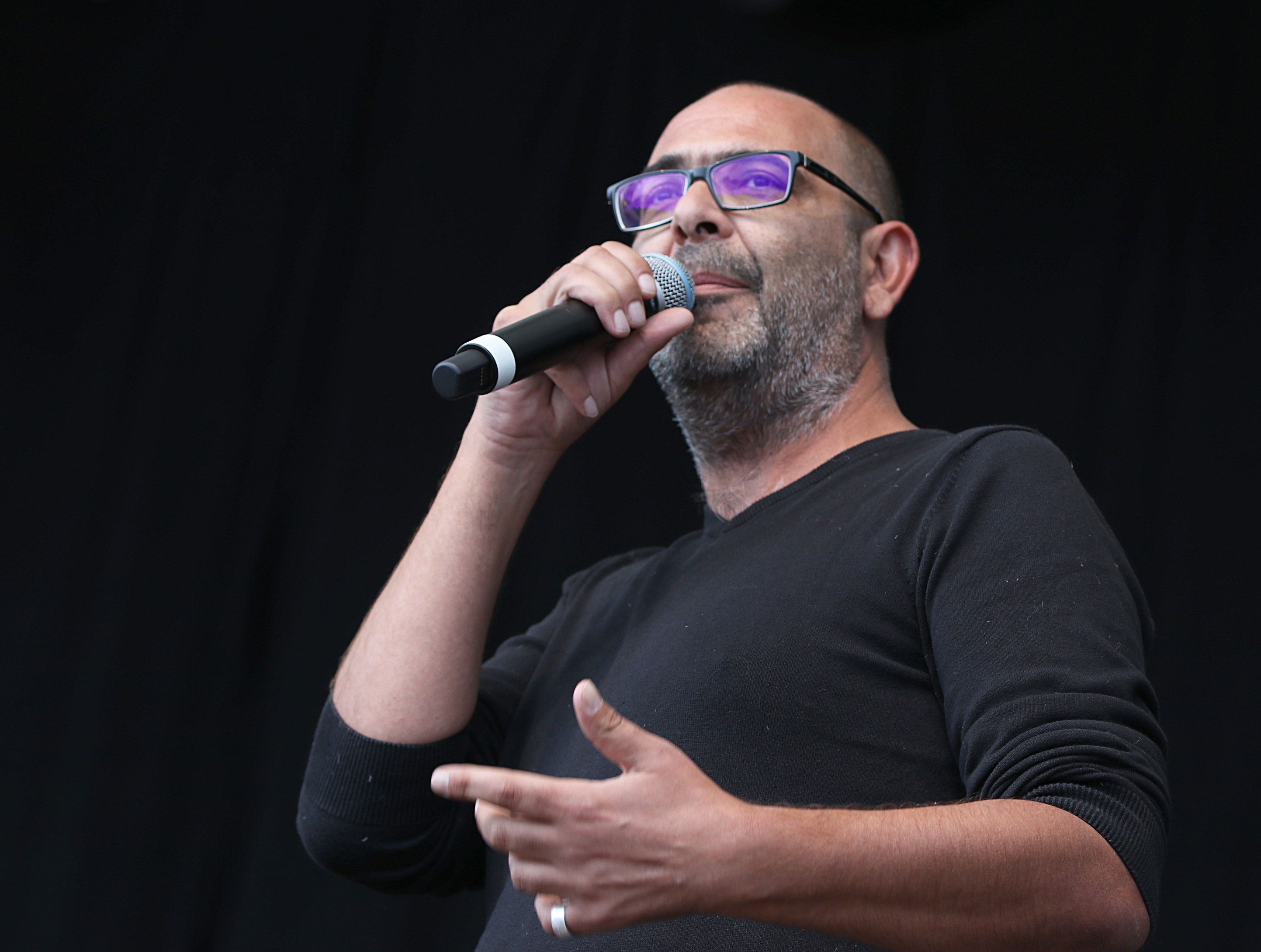
Hannes Ringlstetter, 2018

Johannes „Hannes“ Ringlstetter (* 2. Juni 1970 in München) ist ein deutscher Kabarettist, Komiker, Musiker, Schauspieler, TV-Moderator und Buchautor.

## Biografie

### Jugend und Ausbildung
Ringlstetters Adoptivvater (1929–2022) war Gymnasiallehrer.
Seine Adoptivmutter entstammte der Verlegerfamilie des katholischen Habbel-Verlags aus Regensburg. Hannes Ringlstetter hat eine Schwester und einen Bruder. Ab dem Alter von fünf Jahren lernte er Klavier und Blockflöte zu spielen. Ringlstetter wuchs im Straubinger Stadtteil Alburg auf. Nach dem Abitur und dem in der Kranken- und Altenpflege absolvierten Zivildienst studierte Ringlstetter an der Universität Regensburg Germanistik und Geschichte. Zu Studienzeiten gründete er die Musikgruppe Schinderhannes, deren Frontmann und Sänger er zehn Jahre lang war. Er absolvierte ein Praktikum beim regionalen Fernsehsender TVA, moderierte mehrere Jahre diverse Sendungen und war Redakteur und Produzent der TV-Produktion Unterwegs mit Hannes Ringlstetter. Dafür erhielt er 2000 den Lokalfernsehpreis Telly der Bayerischen Landeszentrale für neue Medien.

### Theaterauftritte und Soloprogramme
Nach 2005 folgten verschiedene Bühnenengagements, unter anderem am Theater Regensburg und im Münchener Studententheater sowie Auftritte am Hamburger Schmidt Theater, bei Ottis Schlachthof und in der Münchner Lach- und Schießgesellschaft. Zudem spielte er verschiedene Rollen in TV-Serien, zum Beispiel in Sophie – Schlauer als die Polizei und Balko, sowie in den Kinofilmen MA 2412 – Die Staatsdiener und Liebe Sünde Vol. II – Schlagerrevue, einer Produktion der Schauspiel Compagnia Regensburg.
Positives Presseecho erhielt Ringlstetter 2007 für seine Rolle als buckliger Knecht im Bühnenstück Der Watzmann ruft, in dem er im Münchner Lustspielhaus an der Seite von Nepo Fitz auftrat, der selbst die Rolle als Bub verkörperte. Ab Herbst 2007 tourte er mit seinem Bühnenprogramm Von einem andern Stern, einem Soloprogramm mit Klavier und Gitarre, dessen Premiere am 2. September 2007 in der Münchner Lach- und Schießgesellschaft stattfand. Die Premiere des Soloprogramms Meine Verehrung fand am 1. September 2010 ebenfalls in München statt. Das Soloprogramm Zum Ringlstetter hatte im März 2014 Premiere. 2015 bis 2018 spielte er das Best-Of-Programm Solo +.

### Musik
Nach der Auflösung der Band „Schinderhannes“ entstand 2012 mit befreundeten Musikern das Projekt „Ringl on Fire“, das Ringlstetter von 2013 bis 2015 auf der Bühne zeigte und auf einer mit der Band „The good old Losers Company“ eingespielten CD veröffentlichte. Ringlstetter spielte darin umarrangierte Country-Klassiker und eigene Stücke im Country-Stil.
2013 feierte Ringlstetter seinen größten Single-Erfolg als Teil der Benefiz-Formation Cpt. Nepomuk’s Friendly Heart Choir Club mit dem Titel Weida mitanand, der Platz 17 der deutschen Charts erreichte.
2016 erschien in Form der Band „Ringlstetter“ das Album „PNYA“ – Paris – New York – Alteiselfing. Von 2016 bis 2018 absolvierte er knapp hundert Auftritte mit der dazugehörigen Show in Deutschland und Österreich. Das Album ist durch Rock, Blues und Neue Volksmusik geprägt. Im Sommer 2018 erschien das nächste Album „Fürchtet euch nicht“ (FEN) ebenfalls wieder beim Label Millaphon Records. Auf diesem Alben waren verschiedene Musikstile zu hören, u. a. war auf dem Album eine Coverversionen von David Allan Coes „Tennessee Whiskey“ zu hören, im Duett mit Claudia Koreck und im Stil von Chris Stapleton. Die dazugehörige Tournee startete im Juli 2018. 2019 trat er bei Lieder auf Banz auf und sang unter anderem zusammen mit Wolfgang Niedecken und Pippo Pollina.
2021 erschien das dritte Album der Band „Ringlstetter“ mit dem Titel „Heile Welt“. Mit einer mittlerweile zehnköpfigen Band tourt er seit 2022 und spielte unter anderem in der Musik Arena auf dem Tollwood-Festival sowie mehrfach im Circus Krone. Die aktuelle Single „Heller Schein“ wurde nach dem Song „Niederbayern“ 2016 ihr zweiter Hit. 2022 komponierte er auch das Lied Die Macht vom Pulverturm, das zur Vereinshymne der Straubing Tigers wurde.

### TV-Karriere

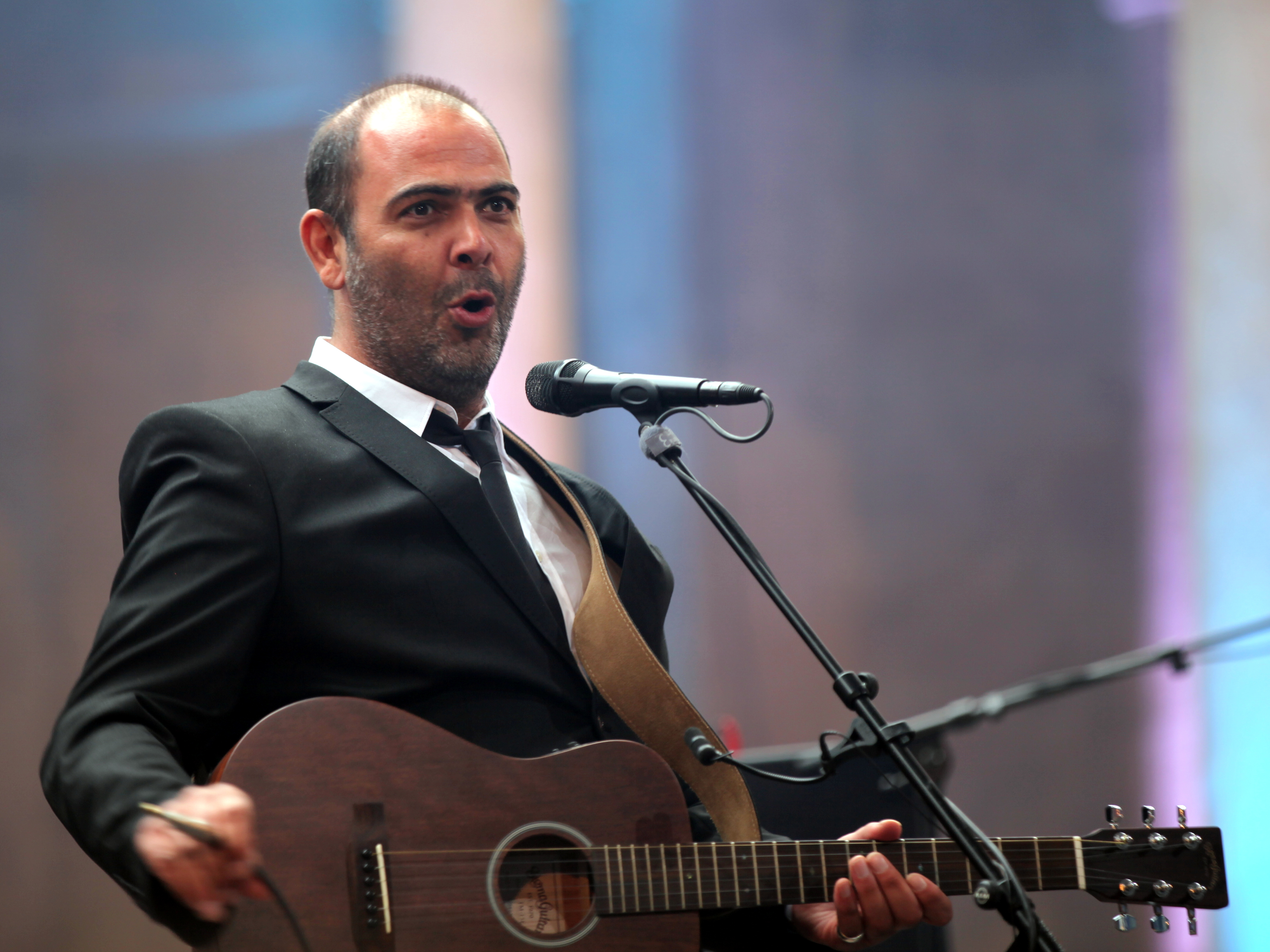
Johannes Ringlstetter 2015 auf dem Heimatsound-Festival

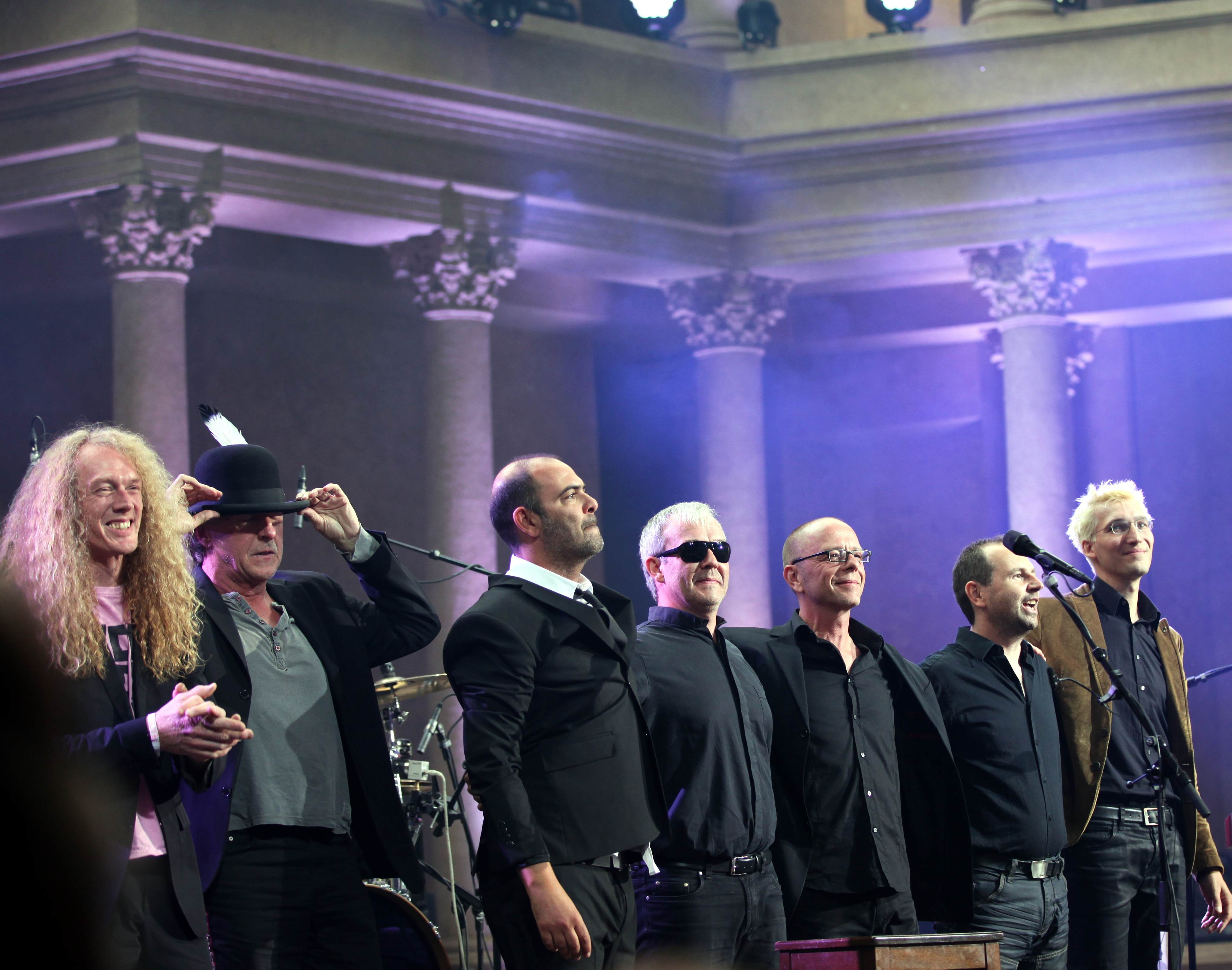
Johannes Ringlstetter (3. v.l.) mit Band 2015 auf dem Heimatsound-Festival

Von 2010 bis 2012 war Ringlstetter regelmäßig als fester Partner und Stammgast von Günter Grünwald in der Sendung Grünwald Freitagscomedy im Bayerischen Fernsehen zu sehen.
Seit November 2011 spielt Ringlstetter die Rolle des Autowerkstattbesitzers und früheren Imbissbetreibers Yazid in der Fernsehserie Hubert ohne Staller. Zudem moderierte er von 2012 bis Ende 2015 die Kleinkunst-Show Vereinsheim Schwabing im Bayerischen Fernsehen. Darüber hinaus strahlt die ARD seit dem 29. Januar 2015 regelmäßig das Comedy-Format 3. Stock links. Die Kabarett-WG aus, in der Ringlstetter festes Ensemblemitglied einer fiktiven WG in Berlin ist. Für dieses Format war er sowohl 2016 als auch 2017 für den Grimme-Preis nominiert.
Von 2016 bis 2025 hatte er mit 250 Folgen Ringlstetter eine eigene wöchentliche Late-Night-Sendung im BR Fernsehen, mit Carolin Matzko an seiner Seite. Von Oktober 2020 bis November 2021 strahlte die ARD sechs Folgen der Überraschungs-Talkshow Club 1 aus, bei der Ringlstetter und Matzko als Moderatorenduo auftraten.

## Filmografie (Auswahl)
- 2010: 3faltig
- 2010: Um Himmels Willen
- 2010: Die Gipfelzipfler
- seit 2011: Hubert ohne Staller (seit 2019; 2011–2018: Hubert und Staller)
- 2011: Eine ganz heiße Nummer
- 2013–2017: Hammer & Sichl
- 2013: Paradies 505. Ein Niederbayernkrimi
- 2014: Die Rosenheim-Cops – Vergiftetes Glück
- 2015: Sedwitz
- seit 2015: 3. Stock links
- 2016–2025: Ringlstetter
- 2020–2021: Club 1 – Talk am Dienstag
- 2021: Die Rosenheim-Cops – Ein haariger Fall

## Diskografie

### Alben
- 2000: Schinderhannes – Live (Amigo Media)
- 2001: Schinderhannes – Himmelfahrt (Amigo Media)
- 2001: Schinderhannes – Mach di frei EP (Millaphon Records)
- 2016: PNYA – Paris, New York, Alteiselfing (Millaphon Records)
- 2018: Fürchtet Euch nicht! (Millaphon Records)
- 2021: Heile Welt
- 2023: Live

## Auszeichnungen
- 2009: 2. Preis bei der Verleihung der „Tuttlinger Krähe“[20]
- 2010: Fränkischer Kabarettpreis 2010[21]
- 2015: Zeck-Kabarettpreis – Sound ZECK (Musikpreis)
- 2019: Bayerischer Kabarettpreis mit Stephan Zinner (Musikpreis)
- 2021: Sonderpreis des Kulturpreises Bayern

## Privates
Ringlstetter ist in zweiter Ehe verheiratet.

## Trivia
- Hannes Ringlstetter ist Anhänger des 1. FC Nürnberg.[23]
- 2020 wurde er für 340 Euro pro Jahr Namenspatron des Sportplatzes des SV Großköllnbach in Niederbayern, der sich jetzt Ringlstetter-Arena nennt.[24]

## Diverses
- Seit Februar 2024 hat Hannes Ringelstetter den Podcast Ringelstetter's Rendezvous. Im neuen Podcast trifft er interessante Persönlichkeiten zu Gesprächen „bei denen man sich Zeit lässt“.